# Friedrichshain (Felixsee)
Friedrichshain (niedersorbisch Frycowy Gaj) ist ein Ortsteil der Gemeinde Felixsee im Landkreis Spree-Neiße in Brandenburg. Der 1766 als Glashütte gegründete Ort war bis zum 31. Dezember 2001 eine eigenständige Gemeinde.

## Lage
Friedrichshain liegt im Süden der Niederlausitz, unweit der Grenze zu Sachsen. Nahe gelegene Städte sind Weißwasser rund 13 Kilometer südlich, Spremberg 16 Kilometer westlich und Cottbus 27 Kilometer nordwestlich. Die Gemarkung grenzt im Norden an Groß Kölzig, im Osten an Döbern, im Südosten an Wolfshain, im Südwesten an Reuthen und im Westen an Bohsdorf. Die Siedlung Adamschenke gehört zur Hälfte zu Friedrichshain.
Friedrichshain liegt an der Landesstraße 49, die Bundesstraße 115 liegt zweieinhalb Kilometer nordöstlich und die Bundesstraße 156 zwei Kilometer südlich.

## Geschichte
Im Jahr 1766 kaufte der sächsische Kammerrat Georg Michael Helbig 20 Hektar Heide südwestlich von Döbern zur Errichtung einer Glashütte. Den Namen Friedrichshain erhielten die Glashütte und die daneben entstandene Arbeitersiedlung zu Ehren des sächsischen Kurfürsten Friedrich August III. Nach dem Wiener Kongress kam Friedrichshain in das Königreich Preußen und gehörte dort erst zum Spremberg-Hoyerswerdaer Kreis und ab 1825 zum Kreis Spremberg. Im Jahr 1818 hatte der Ort 33 Einwohner, eingepfarrt war der Ort nach Dubraucke.

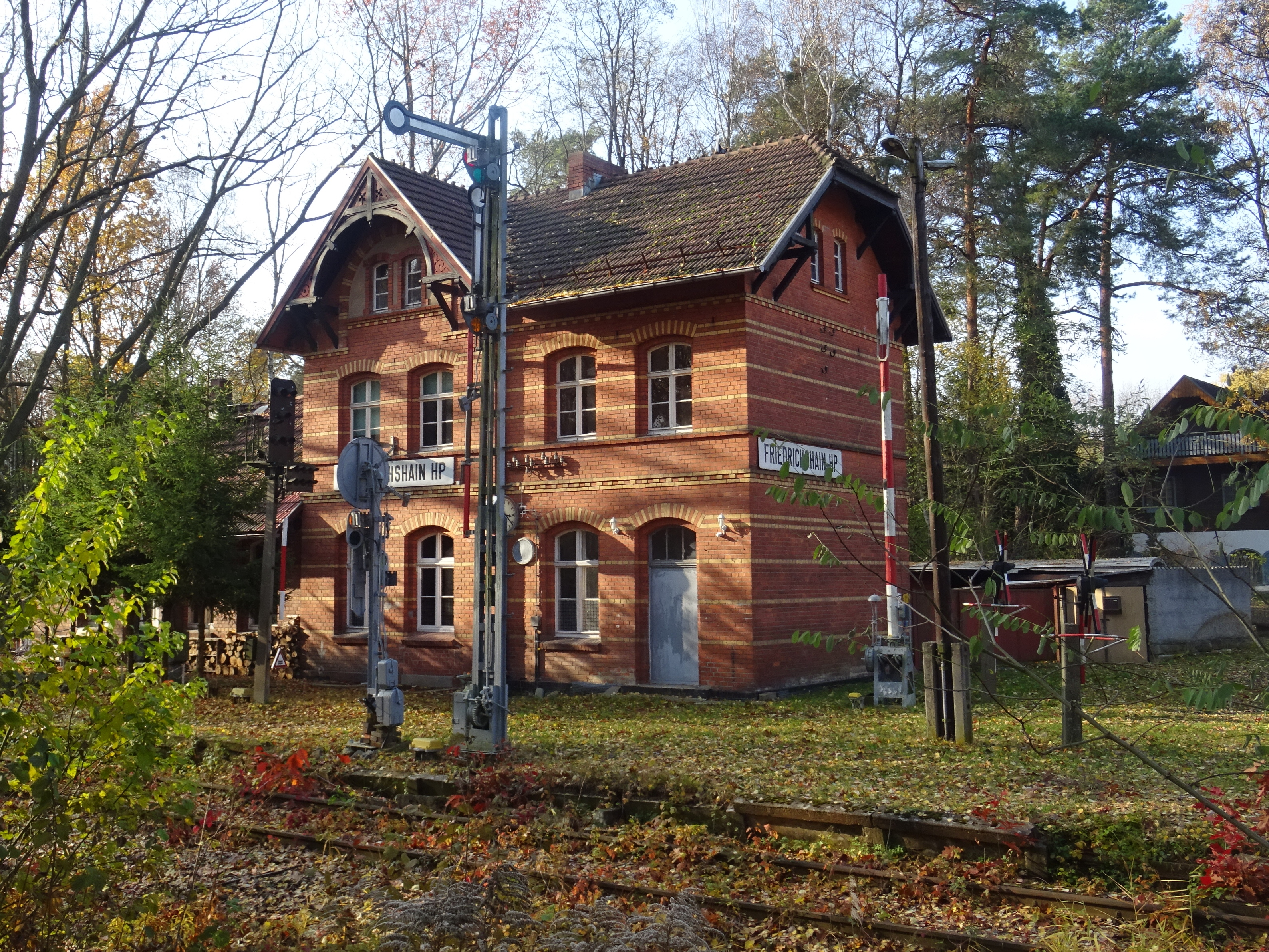
Der Bahnhof Friedrichshain an der Bahnstrecke Weißwasser–Forst war bis 1996 in Betrieb.

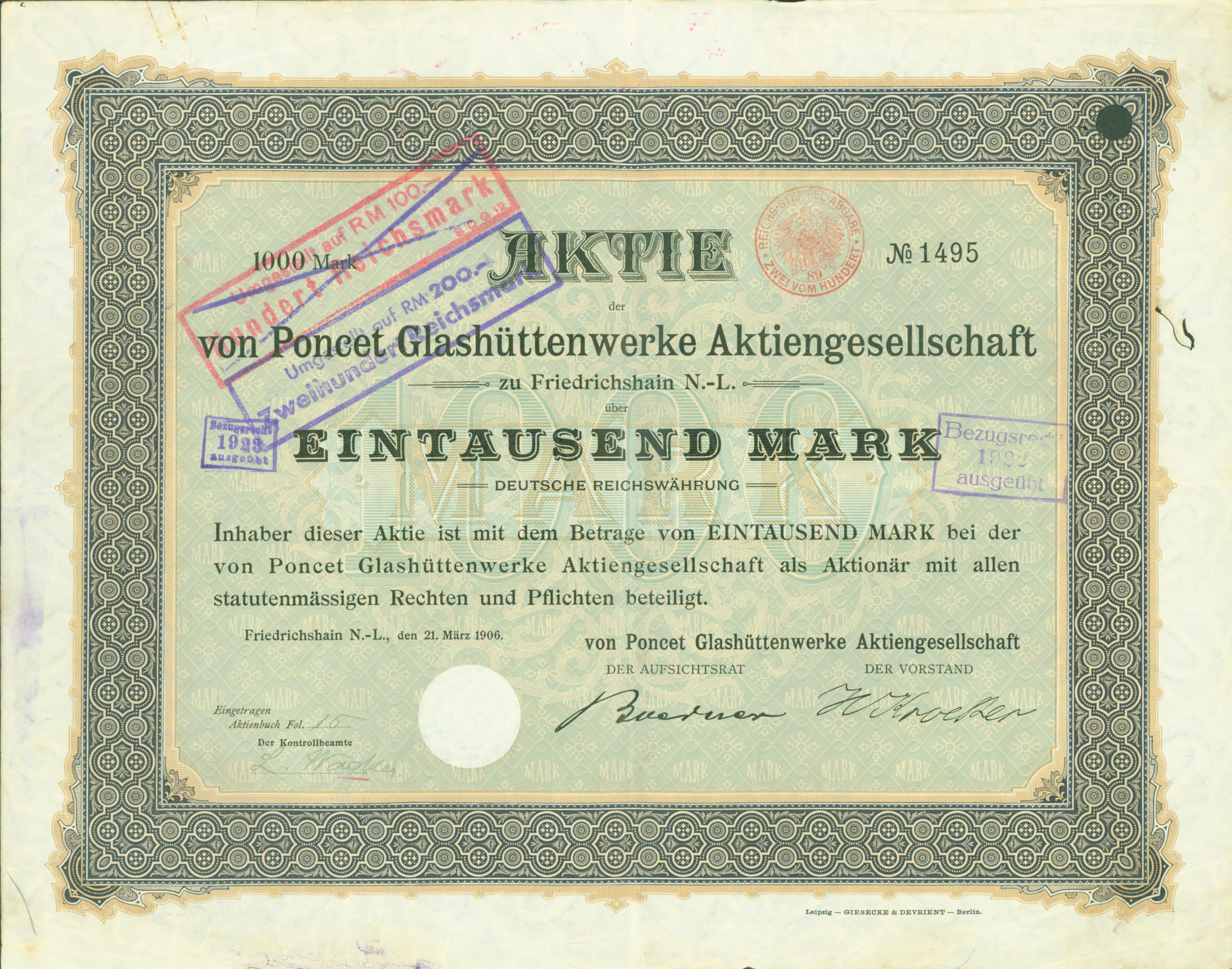
Aktie über 1000 Mark der von Poncet Glashüttenwerke AG vom 21. März 1906

Die Glashütte kam 1837 in den Besitz der Familie von Poncet. Ab 1843 wurde die Fabrik mit Rohstoffen aus der rund anderthalb Kilometer südöstlich gelegenen Grube „Julius“ versorgt. Im Jahr 1846 hatte Friedrichshain 115 Einwohner. Die Entwicklung des Ortes wurde durch die Glashütte des Rittergutes geprägt. Bekanntester Gutseigentümer wurde Johann Franz von Poncet (1799–1891), ab 1837 mit seinen beiden Brüdern Carl (Karl) Franz von Poncet-Dobschütz (1797–1890) und Julius Eduard von Poncet und nach 1877 allein bis zu seinem Tod Glashüttenbesitzer von Friedrichshain. Der Ort bestand weiter als Gemeinde und Gutsbezirk, welcher vor 1880 zum von Poncet’schen Familienconcsortium gehörte, einer Form des Familienfideikommiss. Vertreter war zu jener Zeit der Leutnant a. D. Max von Poncet-Wolfshayn (1845–1902). Er war mit Elisa Tauscher verheiratet und starb in Heluan in Ägypten. Der Gutsbesitz war ein konventionelles kreistagsfähiges Rittergut mit der Größe von 444 ha. Davon waren 403 ha Forsten. Die Glashütte war teil dieses Rittergutes. Am 1. Dezember 1871 lebten bereits 350 Einwohner am Ort, und Anfang des 20. Jahrhunderts hatte die Siedlung 684 Einwohner. Etwa um diese Zeit wurde die Tafelglasproduktion in der Glashütte Friedrichshain eingestellt. Auf Initiative des Gutes wurde Friedrichshain bereits im September 1891 an die Bahnstrecke Weißwasser–Forst angebunden. Das Glashütten-Unternehmen wurde 1905 als „Von Poncet Glashüttenwerke AG“ in eine Aktiengesellschaft umgewandelt und spezialisierte sich auf die Herstellung von Hohlglas. Vor der großen Wirtschaftskrise 1929/30 beinhaltete das Rittergut Friedrichshain noch 454 ha. Als Verwalter agierte der Generaldirektor W. Schwengberg. Unterverpachtet innerhalb der Familie von Poncet wurden 102 ha an Franz von Poncet-Wolfshain, dessen Inspektor war Herr Uhlig. Sein jüngerer Bruder, der Oberleutnant a. D. Karl von Poncet, war zuletzt Bevollmächtigter der von Poncet’schen Grubenverwaltung. Die von Poncet’sche Glashütte bestand seit 1767, ab 1905 bis 1945 in Form einer Aktiengesellschaft mit Sitz in Friedrichshain.
In den 1930er Jahren hatte die Glashütte knapp 1200 Mitarbeiter. Für das Jahr 1939 verzeichnete die Gemeinde Friedrichshain 1229 Einwohner. Am 16. April 1945, dem ersten Tag der Schlacht um Berlin, standen abends Truppen der Roten Armee bei Friedrichshain. Bei einem Nachtgefecht starben über 200 deutsche Soldaten, viele von ihnen noch Schüler. In Friedrichshain starben 300 Soldaten. Nach Kriegsende wurde Friedrichshain Teil der Sowjetischen Besatzungszone, aus der 1949 die DDR gebildet wurde.
1948 bis 1990 war die Glashütte ein VEB-Betrieb. Die Gemeinde Friedrichshain kam am 25. Juli 1952 bei der DDR-Kreisreform zum Kreis Spremberg im Bezirk Cottbus. Im Jahr 1961 bildete sich aus der ehemaligen Glashütte das Fernsehkolbenwerk Friedrichshain (FSKW, Hersteller der ersten Fernsehbildschirme der DDR). Nach der Wiedervereinigung gehörte die Gemeinde zunächst zum brandenburgischen Landkreis Spremberg, der am 6. Dezember 1993 im neuen Landkreis Spree-Neiße aufging. Der Betrieb der Bahnstrecke zwischen Weißwasser und Forst wurde 1996 eingestellt und die Gleise größtenteils demontiert. Am 31. Dezember 2001 schlossen sich die Gemeinden Friedrichshain, Bohsdorf, Bloischdorf und Klein Loitz zu der neuen Gemeinde Felixsee zusammen. Auf dem ehemaligen Gelände der Glashütte befindet sich seit 2012 ein Solarpark.

## Bevölkerungsentwicklung
| 1875 | 487   | 1939 | 1.229 | 1981 | 1.136 |
| 1890 | 552   | 1946 | 1.063 | 1985 | 1.084 |
| 1910 | 877   | 1950 | 1.367 | 1989 | 1.069 |
| 1925 | 1.101 | 1964 | 1.265 | 1995 | 893   |
| 1933 | 1.184 | 1971 | 1.269 | 2000 | 865   |

Für seine Statistik über die sorbische Bevölkerung in der Lausitz ermittelte Arnošt Muka in den achtziger Jahren des 19. Jahrhunderts eine Bevölkerungszahl von 458 Einwohnern, davon waren lediglich zehn Sorben (2 %). Ernst Tschernik zählte im Jahr 1956 einen sorbischsprachigen Bevölkerungsanteil von 0,4 %.